# OneDrive
OneDrive (prethodno nazivan SkyDrive, Windows Live SkyDrive i Windows Live Folders) je besplatna računarska aplikacija koja omogućava da se datoteke korisnika na različitim računarima automatski sinhronizuju. Dozvoljava korisnicima da skladište svoje privatne datoteke, dele ih sa njihovim kontaktima ili da ih javno objavljuju. Javno objavljeni datoteka za pristup ne zahtevaju Microsoft nalog.
Uz OneDrive dobija se automatski pristup sopstvenim dokumentima sa bilo kog računara, Mac ili iPad uređaja ili telefona. Takođe, omogućemo je deljenje i rad na dokumentima sa drugim osobama sa bilo kog računara. Svi mogu da prikažu i urede dokumente koristeći veb pregledač i besplatne Office Web Apps aplikacije. Fotografijama i datotekama je moguće pristupiti sa bilo kog mesta.
 je unapredio OneDrive dodajući mu podršku Office Web Apps, aplikacija koje omogućavaju korisnicima da kreiraju, uređuju i dele Microsoft Office dokumenta (Word, Excel, PowerPoint i OneNote) direktno u okviru veb pretraživača. Više korisnika može da vrši izmene na jednom dokumentu, i da vide istoriju verzija Office dokumenta koje su uskladištene. OneDrive podržava prikazivanje PDF (Portable Document Format) i ODF (Open Document Format), ali ne i pretragu unutar  dokumenata. Datoteke mogu da se dele sa kontaktima korisnika na Facebook, Twitter i LinkedIn društvenim mrežama. Obrisane datoteke je moguće povratiti u roku od trideset dana, jer ih OneDrive skladišti u recycle bin.
Aplikaciju je moguće instalirati na računarima sa operativnim sistemima Windows 8, Windows 7 ili Vista i Mac OS X Lion.
Jedna od OneDrive usluga za posao je OneDrive Pro klijentska aplikacija koja se instalira na lokalni računar i koja omogućava sinhronizaciju dokumenta na mreži u OneDrive Pro ili drugoj SharePoint biblioteci sa lokalnim uređajem. OneDrive Pro predstavlja profesionalnu biblioteku, odnosno mesto na kojem korisnik čuva svoje poslovne dokumente i druge datoteke. U zavisnosti od podešavanja preduzeća, datoteke se bezbedno čuvaju u "klaudu" pomoću usluge SharePoint Online ili na SharePoint Server 2013 serverima preduzeća.

## Istorija
je prilikom lansiranja, u to vreme poznatog kao Windows Live Folders, proizveden kao ograničena beta verzija dostupna nekoliko korisnika u SAD. Servis se proširio 1. avgusta 2007. godine na veći broj korisnika, da bi ubrzo 9. avgusta 2007. godine, servis preimenovan u Windows Live SkyDrive i postao dostupan korisnicima u SAD i Indiji. Od 22. maja 2008. godine, OneDrive je bio dostupan u 62 zemlje i regiona. Kapacitet pojedinačnog OneDrive naloga je uvećan sa 25 GB na 1 TB, i Microsoft je uveo Windows Live Photos koji omogućava korisnicima da pristupe njihovim slikama i video datotekama skladištenim na OneDrive-u. Ovaj dodatak je omogućio korisnicima da označavaju osobe na njihovim slikama, preuzimaju slike u Windows Photo Gallery ili kao ZIP datoteku. Microsoft je takođe uveo pregled slika preko celog ekrana koristeći Silverlight.
 je unapređen u "Wave 4" i pušten u upotrebu 7. juna 2010. godine, i dodao podršku za Office Web Apps. Korisnicima je i dalje omogućeno korišćenje Windows Live Mesh kako bi sinhronizovali dokumenta između kompjutera.
Korisnici Office Live Workspace-a su u junu 2010. godine prebačeni na korišćenje Windows Live Office-a. Prebacivanje uključuje sve postojeće dokumente i dozvole za deljenje. Spajanje dva servisa je rezultat Microsoft-ove odluke da spoji svoj Office Live tim u Windows Live, kao i nekoliko nedostataka sa Office Live Workspace, koja je imala veliki nedostatak jer nije dozvoljavala da dokumenti budu izmenjeni u veb pregledaču. Office Live Workspace takođe nije dozvoljavao kolaboraciju van mreže i nije podržavao istovremene izmene jednog dokumenta od strane različitih korisnika.
Microsoft je u junu 2010. godine udvostručio ograničenu veličinu datoteka sa 50 na 100 MB i uveo podršku za HTML5 video, Quick views, jasniji raspored slika i beskrajno skrolovanje. Datoteke i folderi deljeni sa korisnicima uključujući i članove Windows Live Groups su dostupni u novom interfejsu. Microsoft je 29. novembra 2011. godine unapredio SkyDrive kako bi deljenje i upravljanje datotekama učinio lakšim. Izmenjena verzija je takođe omogućila korisnicima da vide koliko imaju prostora (kao i koliki deo je iskorišćen), odlika koja je u prethodnoj verziji bila uklonjena kao deo redizajna.
22. aprila 2012. Microsoft je omogućio korišćenje OneDrive-a za Windows 10, Windows 7, Windows 8, i OS X operativne sisteme kao i mogućnost plaćanja dodatne memorije za skladištenje datoteka. Pored toga korisnicima je uvećan besplatan prostor za skladištenje na 1 TB (sa prethodnih 25 GB). Novija verzija, takođe, podržava datoteke veličine do 2 GB veličine i donosi dodatne funkcije kao što su podrška za Open Document Format (ODF) i direktno objavljivanje datoteka na društvenu mrežu Twitter.
14. avgusta 2012 Microsoft je ažurirao SkyDrive koji je doneo promene i poboljšanja vezana za sajt live.OneDrive.com, OneDrive za Windows desktop i OS X, i OneDrive API kao deo Live Connect. Za live.OneDrive.com promena je donela novi moderan dizajn, mogućnost trenutne pretrage, višestruki izbor u umanjenom prikazu, funkciju za prebacivanje datoteka tehnikom “prevuci-i-pusti”, i olakšano sortiranje. 28. avgusta 2012 Microsoft je omogućio OneDrive za Android operativni sistem preko Google Play prodavnice.
Lansiranjem Windows 8 operativnog sistema na tržište u oktobru 2012. godine, 50 miliona ljudi je počelo da koristi OneDrive aplikaciju, što je u maju 2013. godine dovodi do prekretnice od 250 miliona korisnika OneDrive-a skladišta za čuvanje njihovih datoteka.
U samo nekoliko meseci OneDrive je postavljen za podrazumevanu lokaciju čuvanja novih Office dokumenata, unapređena je OneDrive aplikacija za iOS, i napravljene su inovacije u postavljanju datoteka na OneDrive. Najavljeno je da će Microsoft naloga biti preko 700 miliona, da će se verifikacija naloga obavljati u dva koraka i da je uveden validacioni sertifikat koji je integrisan na OneDrive.com. U maju 2013. godine, Outlook.com je najavio funkciju dodavanja željenih datoteka sa OneDrive-a direktno u email poruku.

## Odlike

### 
je dodao Office Web Apps podršku OneDrive-u u njegovoj "Wave 4" dodatku omogućavajući korisnicima da postavljaju, kreiraju, izmene i dele  dokumente direktno preko veb pregledača. Korisnici mogu da naprave, pregledaju i izmene Word, Excel, Power Point i OneNote dokumente preko njihovog veb pregledača. Korisnici takođe mogu da pregledaju prethodne verzije Office dokumenata koje su skladištene na OneDrive-u.

### Integracija sa
Korisnici novije verzije Microsoft Office (za Microsoft Windows i OS X) mogu da koriste desktop aplikacije za istovremenu izmenu dokumenata na OneDrive-u. Izmene su sinhronizovane ukoliko korisnik sačuva izmene, i ukoliko nastane problem, postoji opcija koja omogućava korisniku da bira koju verziju želi da sačuva. Takva izmena je kolaborativna jer omogućava većem broju korisnika da koriste desktop i web aplikacije kako bi izmenili dokument.

### Podrška formata
podržava pregled Portable Document Format (PDF) kao i Open Document Format (ODF), XML format podržan od strane velikog broja aplikacija uključujući i Microsoft Office, OpenOffice i WorldPerfect. OneDrive funkcija pretraživanja ne podržava pretraživanje unutar  dokumenata. Neke od ekstenzija koje podržava SkyDrive su png, jpg, jpeg, bmp, , , , , pdf, odf, csv, txt i druge.

### Email integracija
je integrisan sa Outlook.com koji omogućava korisnicima da:
- Direktno postave Office dokumente i slike na Outlook.com, skladište ih na OneDrive-u, i dele ih sa drugim korisnicima
- Direktno sačuvaju Office dokumente sa Outlook.com na OneDrive, pregledaju i vrše izmenu istih dokumenata direktno preko web pregledača
- Vrše izmenu Office dokumenata preko web pregledača koristeći Office Web Apps i direktno odgovore pošiljaocu sa izvršenim izmenama na dokumentu

### Deljenje na društvenim mrežama
je integrisan na društvenim mrežama kao što su Facebook, Twitter i LinkedIn kako bi omogućio korisnicima brzo deljenje njihovih datoteka sa korisnicima na društvenim mrežama. SkyDrive sadrži listu korisnika koji imaju pristup i koji mogu da izmene datoteke, uključujući i korisnike sa društvenih mreža.

### Preuzimanje datoteka u .formatu
Omogućeno je preuzimanje celih foldera kao .zip datoteka. Za jedno preuzimanje postoji limit od 4GB ili 65,000 datoteka (u zavisnosti od toga koji uslov se pre ispuni).

### 
Kada korisnici brišu datoteku sa OneDrive-a, servis će omogućiti da korisnik opozove prethodnu akciju i vrati izbrisanu datoteku u originalan folder. Sve stavke u Recycle bin-u se čuvaju minimum 3 dana, odnosno maksimum 30 dana. Ukoliko sadržaj korisnikovog Recycle bin-a prelazi vrednost od 10% limita skladišnog prostora, OneDrive će obrisati najstariji sadržaj iz Recycle bin-a (pod pretpostavkom da je sadržaj u Recycle bin-u najmanje 3 dana).

## Konkurencija na tržištu
Glavni konkurenti OneDrive-a na tržištu su Google Drive, Dropbox i druge "klaud" aplikacije koje pružaju nekoliko gigabajta besplatnog prostora uz prijavu. Instalacijom Windows aplikacije dobija se mogućnost sinhronizacije tog skladišta sa hard diska na sopstveni računar, gde je moguće upravljati njima uz pomoć veb pregledača. Pružaju mogućnost sinhronizacije datoteka i foldera sa drugim računarima i mobilnim uređajima.
U odnosu na konkurente OneDrive nudi najviše gigabajta besplatnog prostora (1 TB). OneDrive je dostupan na Windows, Mac OS, iOS i Android operativnom sistemu. Kao i Google Drive oslanja se na nezavisne programe. Jedini je servis koji pored iOS i Android operativnih sistema podržava i Windows Phone, dok je Dropbox jedini servis koji trenutno podržava Linux i BlackBerry. Postavljanje datoteka putem OneDrive-a je ograničeno, dok Dropbox Desktop aplikacija nema ograničenja veličine. Jedinstvene karakteristike koje sadrži OneDrive su jednostavan pristup fajlovima sa računara, podrška Windows Phone i mogućnost pisanja beleški u mobilnom telefonu putem OneNote aplikacije.
Odnos karakteristika konkurentskih servisa:
| Karakteristika                       | -{Dropbox | GoogleDrive | OneDrive }- |
| ------------------------------------ | --------- | ----------- | ----------- |
| Besplatno skladištenje               | 2 GB      | 15 GB       | 1 TB        |
| Sinhronizacija više fajlova odjednom |           |             | ✔           |
| Preuzimanje sa mobilnog              | ✔         | ✔           | ✔           |
| Media streaming                      | ✔         |             | ✔           |
| Fajl/folder kolaboracija             | ✔         | ✔           | ✔           |
| Javne aplikacije                     | ✔         | ✔           | ✔           |
| Javni fajlovi za deljenje            | ✔         | ✔           | ✔           |
| Zaštita fajlova lozinkom             |           |             |             |

## Podržani jezici
je podržan na 94 jezika, uključujući:
| - Afrikanski - Albanski - Amharski - Arapski - Jermenski - Asamski - Azerbejdžanski (latinica) - Bangla (Bangladeš) - Baskijski - Bengalski (Indija) - Bosanski (latinica) - Bugarski - Katalonski - Hrvatski - Češki - Danski - Dari - Holandski - Engleski | - Estonski - Filipinski - Finski - Francuski - Galicijski - Gruzijski - Nemački - Grčki - Gujarati - Hausa - Hebrejski - Hindi - Mađarski - Islandski - Igbo - Indonežanski - Inuktitut (latinica) - Irski - IsiXhosa | - Isizulu - Italijanski - Japanski - Kanada - Kazahstanski - Khmer - Kisvahili - Konkani - Korejski - Kirgistan - Letonski - Litvanski - Luksemburški - Makedonski - Malajski - Malaalam - Malteški - Maori - Marati | - Mongolski (Ćirilica) - Nepalski - Norveški (Bukmol) - Norveški (Nunorsk) - Orija - Persijski - Poljski - Portugalski - Portugalski (Brazil) - Pandžabi (gurmuki) - Kečua - Rumunski - Ruski - Srpski Latinica - Srpski Ćirilica - Sesoto SA Leboa - Setsvana - Pojednostavljeni kineski | - Sinhala - Slovak - Slovenački - Španski - Švedski - Tamilski - Tatar - Telugu - Thai - Tradicionalni kineski - Turska - Turkmenski - Ukrajinski - Urdu - Uzbečki (Latin) - Vijetnamski - Velški - Joruba |

## Spoljašnje veze
- Zvanični sajt
- Uputstva i saveti za
- Prvi koraci u sistemu Office i usluzi
- Aplikacije koje rade sa uslugom
- The Windows Blog -